# Georges Carpentier (homme politique)
Cet article concerne l'homme politique. Pour le boxeur, voir Georges Carpentier. Pour les homonymes, voir Carpentier.
Georges Carpentier, né le 3 janvier 1924 à Saint-Chinian (Hérault), mort le 5 janvier 1996 à Saint-Nazaire (Loire-Atlantique), est un homme politique français. 

## Biographie
Professeur de l'enseignement technique, conseiller municipal de Saint-Nazaire en 1953, puis adjoint au maire de 1965 à 1977, conseiller général (1967-1979), conseiller régional (1974-1978), il est député socialiste de la Loire-Atlantique pendant 11 ans (1967-1978). Il fait partie en 1971 de la première délégation parlementaire se rendant en Chine populaire conduite par Alain Peyrefitte.
Il ne se représente pas lors des élections législatives d'avril 1978, Claude Évin lui succède dans la 6e circonscription. Il est chevalier de la Légion d'honneur. 

## Mandats
- 12/03/1967 - 30/05/1968 : député de la 6e circonscription de la Loire-Atlantique - Fédération de la gauche démocrate et socialiste
- 30/06/1968 - 01/04/1973 : idem
- 11/03/1973 - 02/04/1978 : député de la 6e circonscription de la Loire-Atlantique - Parti socialiste et radicaux de gauche